# Couepia habrantha
Couepia habrantha är en tvåhjärtbladig växtart som beskrevs av Paul Carpenter Standley. Couepia habrantha ingår i släktet Couepia och familjen Chrysobalanaceae. Inga underarter finns listade i Catalogue of Life.